# 人民路街道 (五家渠市)
人民路街道，是中华人民共和国新疆维吾尔自治区五家渠市下辖的一个乡镇级行政单位。

## 行政区划
人民路街道下辖以下地区：
青湖南路社区、东城社区和龙泉社区。